# Île Coats
L'île Coats (en inuktitut : Akpatordjuark) est une île du Canada située à l'extrémité nord de la baie d'Hudson dans la région de Kivalliq au Nunavut. Avec une superficie de 5 498 km2, elle est la 107e plus grande île du monde et la 24e du Canada.
L'île comporte des terres publiques et des terres privées appartenant aux Inuits. Cependant, les derniers habitants de l'île l'ont quittée dans les années 1970. Avec l'absence d'habitations permanentes, elle est également la plus grande île inhabitée du sud du cercle polaire arctique de l'hémisphère Nord. Elle a été la dernière habitation des Sadlermiuts qui sont considérés comme représentant la culture de Dorset.

## Histoire
Elle est découverte en mai 1612 par Thomas Button.